# Liste der irischen Abgeordneten zum EU-Parlament (2004–2009)
Die Liste der irischen Abgeordneten zum EU-Parlament (2004–2009) listet alle irischen Mitglieder des 6. Europäischen Parlaments nach der Europawahl in Irland 2004 auf.

## Mandatsstärke der Parteien am Ende der Wahlperiode
- GUE/NGL: 1
- SPE: 1
- ALDE: 1
- EVP-ED: 5
- I/D: 1
- UEN: 4

| Nationale Partei       | Mandate | Fraktion                                                                                      |
| ---------------------- | ------- | --------------------------------------------------------------------------------------------- |
| Fine Gael (FG)         | 5       | Fraktion der Europäischen Volkspartei und europäischer Demokraten (EVP-ED)                    |
| Fianna Fáil (FF)       | 4       | Union für das Europa der Nationen (UEN)                                                       |
| Labour Party           | 1       | Sozialdemokratische Fraktion im Europäischen Parlament (SPE)                                  |
| Sinn Féin (SF)         | 1       | Konföderale Fraktion der Vereinten Europäischen Linken/ 000Nordischen Grünen Linken (GUE/NGL) |
| Parteilose Abgeordnete | 1       | Fraktion der Allianz der Liberalen und Demokraten für Europa (ALDE)                           |
| Parteilose Abgeordnete | 1       | Fraktion Unabhängigkeit/Demokratie (I/D)                                                      |
| SUMME                  | 13      |                                                                                               |

## Abgeordnete
| Bild | Name               | geb. | Partei    | Fraktion | Wahlkreis  | Kommentar                      |
| ---- | ------------------ | ---- | --------- | -------- | ---------- | ------------------------------ |
|      | Liam Aylward       | 1952 | FF        | UEN      | East       |                                |
|      | Colm Burke         | 1957 | FG        | EVP-ED   | South      | Nachgerückt am 19. Juni 2007   |
|      | Simon Coveney      | 1972 | FG        | EVP-ED   | South      | Ausgeschieden am 10. Juni 2007 |
|      | Brian Crowley      | 1964 | FF        | UEN      | South      | Fraktionsvorsitzender          |
|      | Proinsias De Rossa | 1940 | Labour    | SPE      | Dublin     |                                |
|      | Avril Doyle        | 1949 | FG        | EVP-ED   | East       |                                |
|      | Marian Harkin      | 1953 | parteilos | ALDE     | North-West |                                |
|      | Jim Higgins        | 1945 | FG        | EVP-ED   | North-West |                                |
|      | Mary Lou McDonald  | 1969 | SF        | GUE/NGL  | Dublin     |                                |
|      | Mairead McGuinness | 1959 | FG        | EVP-ED   | East       |                                |
|      | Gay Mitchell       | 1951 | FG        | EVP-ED   | Dublin     |                                |
|      | Seán Ó Neachtain   | 1947 | FF        | UEN      | North-West |                                |
|      | Eoin Ryan          | 1953 | FF        | UEN      | Dublin     |                                |
|      | Kathy Sinnott      | 1950 | parteilos | I/D      | South      |                                |